# Podstawa logarytmu naturalnego
Podstawa logarytmu naturalnego, liczba {\displaystyle \mathrm {e} }, liczba Eulera, liczba Nepera – stała matematyczna wykorzystywana w wielu dziedzinach matematyki i fizyki. W przybliżeniu wynosi 2,718281828459, oznacza się ją literą {\displaystyle \mathrm {e} }.

## Definicja
Liczba {\displaystyle \mathrm {e} } może być zdefiniowana na kilka równoważnych sposobów.

### Granica ciągu
Jako granica ciągu, {\displaystyle \mathrm {e} } jest określana przez
{\displaystyle \mathrm {e} =\lim _{n\to \infty }\left(1+{\tfrac {1}{n}}\right)^{n}.}
Dowód zbieżności
Wykażemy, że ciąg {\displaystyle \{a_{n}\}_{n\in \mathbb {N} },} gdzie {\displaystyle a_{n}=\left(1+{\tfrac {1}{n}}\right)^{n}} jest niemalejący i ograniczony z góry, a zatem jest zbieżny.
Przypomnijmy, że dla dodatnich liczb {\displaystyle x_{1},\dots ,x_{n+1}} zachodzi następująca nierówność Cauchy’ego między ich średnią arytmetyczną a geometryczną:
|  |  | {\displaystyle {\frac {x_{1}+\ldots +x_{n+1}}{n+1}}\geqslant (x_{1}\cdot \ldots \cdot x_{n+1})^{1/(n+1)}.} |  | (1) |

Rozważając {\displaystyle x_{1}=\ldots =x_{n}=1+{\tfrac {1}{n}}} oraz {\displaystyle x_{n+1}=1,} otrzymujemy
{\displaystyle {\frac {1+{\tfrac {1}{n}}+\ldots +1+{\tfrac {1}{n}}+1}{n+1}}\geqslant \left((1+{\tfrac {1}{n}})\ldots (1+{\tfrac {1}{n}})\cdot 1\right)^{1/(n+1)},}
a stąd
{\displaystyle \left({\tfrac {n+2}{n+1}}\right)^{n+1}\geqslant \left(1+{\tfrac {1}{n}}\right)^{n}} więc również {\displaystyle \left(1+{\tfrac {1}{n+1}}\right)^{n+1}\geqslant \left(1+{\tfrac {1}{n}}\right)^{n}} i {\displaystyle a_{n+1}\geqslant a_{n}.}
Czyli ciąg {\displaystyle (a_{n})_{n}} jest niemalejący.
Podłóżmy {\displaystyle b_{n}=\left(1+{\tfrac {1}{n}}\right)^{n+1}} i zauważmy, że {\displaystyle a_{n}\leqslant b_{n}={\frac {1}{\left({\tfrac {n}{n+1}}\right)^{n+1}}}={\frac {1}{\left(1-{\tfrac {1}{n+1}}\right)^{n+1}}}.}
Z nierówności (1) zastosowanej do {\displaystyle x_{1}=\ldots =x_{n+1}=1-{\tfrac {1}{n+1}}} oraz {\displaystyle x_{n+2}=1} otrzymujemy, że:
{\displaystyle {\frac {1-{\frac {1}{n+1}}+\ldots +1-{\frac {1}{n+1}}+1}{n+2}}\geqslant \left(\left(1-{\tfrac {1}{n+1}}\right)\ldots \left(1-{\tfrac {1}{n+1}}\right)\cdot 1\right)^{1/(n+2)}.}
Stąd {\displaystyle \left({\tfrac {n+1}{n+2}}\right)^{n+2}\geqslant \left(1-{\tfrac {1}{n+1}}\right)^{n+1},} a więc też {\displaystyle \left(1-{\tfrac {1}{n+2}}\right)^{n+2}\geqslant \left(1-{\tfrac {1}{n+1}}\right)^{n+1}.}
Czyli ciąg {\displaystyle {\Big (}(1-{\tfrac {1}{n+1}})^{n+1}{\Big )}_{n\in \mathbb {N} }} jest niemalejący. Ponieważ {\displaystyle b_{n}={\frac {1}{(1-{\frac {1}{n+1}})^{n+1}}},} to możemy wywnioskować, że ciąg {\displaystyle (b_{n})} jest nierosnący, a stąd
{\displaystyle a_{1}\leqslant a_{2}\leqslant \ldots \leqslant a_{n}\leqslant b_{n}\leqslant \ldots \leqslant b_{2}\leqslant b_{1}.}
Ciąg {\displaystyle (a_{n})} jest więc niemalejący i ograniczony z góry (np. przez {\displaystyle b_{1}}), a więc jest zbieżny.

### Suma szeregu
Jako suma szeregu, {\displaystyle \mathrm {e} } jest określana przez
{\displaystyle \mathrm {e} =\sum _{n=0}^{\infty }{\frac {1}{n!}}={\frac {1}{0!}}+{\frac {1}{1!}}+{\frac {1}{2!}}+{\frac {1}{3!}}+{\frac {1}{4!}}+\ldots ,}
gdzie {\displaystyle n!} jest silnią liczby {\displaystyle n.}

### Za pomocą całki

Pole powierzchni pod hiperbolą jest równe 1

Liczbę {\displaystyle \mathrm {e} } można także zdefiniować jako jedyną liczbę rzeczywistą taką że:
{\displaystyle \int \limits _{1}^{\mathrm {e} }{\frac {1}{t}}\,\mathrm {d} t={1}}
(to znaczy, że liczba {\displaystyle \mathrm {e} } to taka, że pole powierzchni pod hiperbolą {\displaystyle f(t)=1/t} od 1 do {\displaystyle \mathrm {e} } jest równe 1).

### Za pomocą funkcji

Wykres funkcji

Liczbę {\displaystyle \mathrm {e} } można również zdefiniować jako taki argument funkcji
{\displaystyle f(x)=x^{1/x},\quad x>0}
dla którego jej wartość jest największa.

## Własności
- {\displaystyle \mathrm {e} } jest liczbą niewymierną (co udowodnił Leonhard Euler), a nawet przestępną (co udowodnił Charles Hermite w 1873 roku, w dziele „Sur la fonction expentielle”[3] – prosty dowód opublikował Adolf Hurwitz w 1894[4]).
- {\displaystyle \mathrm {e} } jest podstawą takiej funkcji wykładniczej, że styczna do jej wykresu w punkcie (0, 1) ma współczynnik kierunkowy równy 1
- {\displaystyle \mathrm {e} } jest podstawą takiego logarytmu, że styczna do wykresu funkcji logarytmicznej o tej podstawie w punkcie (1,0) ma współczynnik kierunkowy równy 1.
- pochodna funkcji {\displaystyle (\mathrm {e} ^{x})'=\mathrm {e} ^{x}}
- całka funkcji {\displaystyle \int \mathrm {e} ^{x}\,\mathrm {d} x=\mathrm {e} ^{x}+C,} gdzie C jest dowolną stałą całkowania.
- z definicji wprost wynika, że funkcja wykładnicza o podstawie {\displaystyle \mathrm {e} } jest odwrotną do logarytmu naturalnego:
{\displaystyle \ln \mathrm {e} ^{x}=x}
{\displaystyle \mathrm {e} ^{\ln x}=x}
- Jest jednym z elementów wzoru Eulera (zwanego też „najpiękniejszym wzorem matematyki”), wiążącej {\displaystyle \mathrm {e} } z innymi słynnymi liczbami: jednostką urojoną {\displaystyle \mathrm {i} }, {\displaystyle \mathrm {\pi } }, jednością i zerem:
{\displaystyle \mathrm {e} ^{\mathrm {i\pi } }+1=0}

## Wzory na obliczeniee

### Graniceciągów
{\displaystyle \mathrm {e} =\lim _{n\to \infty }{\frac {n}{\sqrt[{n}]{n!}}}}
{\displaystyle \mathrm {e} =\lim _{n\to \infty }n\cdot \left({\frac {\sqrt {2\pi n}}{n!}}\right)^{1/n}}
(oba to tzw. wzory Stirlinga)
{\displaystyle \mathrm {e} =\lim _{n\to \infty }{\frac {n!}{!n}},}
gdzie {\displaystyle !n} to podsilnia, definiowana kombinatorycznie jako liczba nieporządków zbioru {\displaystyle n}–elementowego, algebraicznie zaś jako {\displaystyle !n=n!\left(1-{\frac {1}{1!}}+{\frac {1}{2!}}-{\frac {1}{3!}}+\ldots +(-1)^{n}{\frac {1}{n!}}\right)}
{\displaystyle \mathrm {e} =\lim _{n\to \infty }\left({\rm {}}{\frac {(n+1)^{n+1}}{n^{n}}}-{\frac {n^{n}}{(n-1)^{n-1}}}\right)}

### Szeregi nieskończone
{\displaystyle \mathrm {e} =2+{\frac {1}{1+{\frac {1}{2+{\frac {2}{3+{\frac {3}{\ddots }}}}}}}}}
{\displaystyle \mathrm {e} =\left[\sum _{k=0}^{\infty }{\frac {(-1)^{k}}{k!}}\right]^{-1}}
{\displaystyle \mathrm {e} =\left[\sum _{k=0}^{\infty }{\frac {1-2k}{(2k)!}}\right]^{-1}}
{\displaystyle \mathrm {e} ={\frac {1}{2}}\sum _{k=0}^{\infty }{\frac {k+1}{k!}}}
{\displaystyle \mathrm {e} =2\sum _{k=0}^{\infty }{\frac {k+1}{(2k+1)!}}}
{\displaystyle \mathrm {e} =\sum _{k=0}^{\infty }{\frac {3-4k^{2}}{(2k+1)!}}}
{\displaystyle \mathrm {e} =\sum _{k=0}^{\infty }{\frac {(3k)^{2}+1}{(3k)!}}}
{\displaystyle \mathrm {e} =\left[\sum _{k=0}^{\infty }{\frac {4k+3}{2^{2k+1}\,(2k+1)!}}\right]^{2}}
{\displaystyle \mathrm {e} =\left[{\frac {-12}{\mathrm {\pi } ^{2}}}\sum _{k=1}^{\infty }{\frac {1}{k^{2}}}\ \cos \left({\frac {9}{k\mathrm {\pi } +{\sqrt {k^{2}\mathrm {\pi } ^{2}-9}}}}\right)\right]^{-1/3}}
{\displaystyle \mathrm {e} =\sum _{k=1}^{\infty }{\frac {k^{2}}{2(k!)}}}

### Iloczyny nieskończone
{\displaystyle \mathrm {e} =2\cdot {\sqrt {\frac {4}{3}}}\cdot {\sqrt[{4}]{\frac {6\cdot 8}{5\cdot 7}}}\cdot {\sqrt[{8}]{\frac {10\cdot 12\cdot 14\cdot 16}{9\cdot 11\cdot 13\cdot 15}}}\ldots =2\cdot \prod _{n=1}^{\infty }{\sqrt[{2^{n}}]{\frac {\prod _{i=1}^{2^{n-1}}(2^{n}+2i)}{\prod _{i=1}^{2^{n-1}}(2^{n}+2i-1)}}}}
{\displaystyle {\frac {2\cdot 2^{(\ln(2)-1)^{2}}\ldots }{2^{\ln(2)-1}\cdot 2^{(\ln(2)-1)^{3}}\ldots }}=\prod _{n=0}^{\infty }2^{(\ln(2)-1)^{2n}-(\ln(2)-1)^{2n+1}}}
W 1980 roku, Nick Pippenger udowodnił wzór
{\displaystyle \mathrm {e} =2\left({\frac {2}{1}}\right)^{1/2}\left({\frac {2}{3}}\;{\frac {4}{3}}\right)^{1/4}\left({\frac {4}{5}}\;{\frac {6}{5}}\;{\frac {6}{7}}\;{\frac {8}{7}}\right)^{1/8}\ldots =2\prod _{n=1}^{\infty }{\sqrt[{2^{n}}]{\frac {[(2^{n-1}-1)!!]^{2}[(2^{n})!!]^{2}}{[(2^{n-1})!!]^{2}[(2^{n}-1)!!]^{2}}}},}
gdzie n!!, to silnia podwójna.

## Kulturae{\displaystyle \mathrm {e} }
W celu zapamiętania kolejnych cyfr dziesiętnych liczby {\displaystyle \mathrm {e} } tworzone są wierszyki, a nawet opowiadania (podobnie jak o liczbie π), w których długość każdego kolejnego słowa równa się kolejnej cyfrze w rozwinięciu dziesiętnym {\displaystyle \mathrm {e} {:}}
„We present a mnemonic to memorize a constant so exciting that Euler exclaimed: '!' when first it was found, yes, loudly '!'. My students perhaps will compute e, use power or Taylor series, an easy summation formula, obvious, clear, elegant!”
Gdzie znak „!” oznacza cyfrę 0.

## Inne interpretacje liczbye{\displaystyle \mathrm {e} }
Wkładamy do pewnego banku jedną złotówkę. Załóżmy, że oprocentowanie wkładu (stopa procentowa) w skali rocznej wynosi 100%. Ale odsetki mogą być doliczane do kwoty podstawowej w różnorodny sposób. Jeśli będą obliczane po upływie roku, to na koniec roku będziemy mieli 2 złote. Jeśli będą dwa okresy kapitalizacji (czyli odsetki obliczane dwa razy w roku), to na koniec roku będziemy mieć {\displaystyle \left(1+{\frac {1}{2}}\right)^{2},} czyli 2,25 złotego. W przypadku kapitalizacji co kwartał otrzymamy {\displaystyle \left(1+{\frac {1}{4}}\right)^{4},} co w przybliżeniu wynosi 2,44 zł. Jeśli kapitalizacja odbywała się w sposób ciągły (czyli liczba okresów dąży do nieskończoności) to na koniec roku otrzymamy {\displaystyle \lim _{n\to \infty }\left(1+{\frac {1}{n}}\right)^{n},} czyli {\displaystyle \mathrm {e} } złotych.

## Dowód niewymiernoście{\displaystyle \mathrm {e} }
Używamy {\displaystyle n}-tego przybliżenia {\displaystyle \mathrm {e} ,} które zapisujemy {\displaystyle e_{n}{:}}
{\displaystyle e_{n}=\sum _{k=0}^{n}{\frac {1}{k!}}}
Szacujemy błąd
{\displaystyle {\begin{aligned}\mathrm {e} -e_{n}&=\sum _{k=n+1}^{\infty }{\frac {1}{k!}}\\&={\frac {1}{(n+1)!}}\cdot \left(1+{\frac {1}{n+2}}+{\frac {1}{(n+2)(n+3)}}+\ldots \right)\\&<{\frac {1}{(n+1)!}}\cdot \left(1+{\frac {1}{n+1}}+{\frac {1}{(n+1)^{2}}}+\ldots \right)\\&={\frac {1}{(n+1)!}}\cdot {\frac {1}{1-{\frac {1}{n+1}}}}={\frac {1}{n!\cdot n}}\end{aligned}}}
Z tego wynika, że {\displaystyle \mathrm {e} =e_{n}+{\frac {\theta }{n!\cdot n}}=\sum _{k=0}^{n}{\frac {1}{k!}}+{\frac {\theta }{n!\cdot n}},} gdzie {\displaystyle 0<\theta <1.}
Dowód przez sprowadzenie do sprzeczności:
Załóżmy, że {\displaystyle \mathrm {e} } jest liczbą wymierną. Czyli da się ją przedstawić w postaci {\displaystyle {\frac {p}{q}}} gdzie {\displaystyle p,q\in \mathbb {Z} ,q\neq 0.}
W tym wzorze bierzemy tak duże {\displaystyle n,} żeby było większe od {\displaystyle q.}
Wówczas:
{\displaystyle {\frac {p}{q}}=\sum _{k=0}^{n}{\frac {1}{k!}}+{\frac {\theta }{n!\cdot n}}.}
Mnożąc stronami przez {\displaystyle n!} dostajemy:
{\displaystyle p\cdot {\frac {n!}{q}}=\sum _{k=0}^{n}{\frac {n!}{k!}}+{\frac {\theta }{n}}}
{\displaystyle {\frac {n!}{q}}\in \mathbb {Z} ,}   więc   {\displaystyle p\cdot {\frac {n!}{q}}\in \mathbb {Z} }
{\displaystyle {\frac {n!}{k!}}\in \mathbb {Z} ,}   więc   {\displaystyle \sum _{k=0}^{n}{\frac {n!}{k!}}\in \mathbb {Z} }
Zostały same liczby całkowite poza {\displaystyle {\frac {\theta }{n}},} która całkowita nie jest.
To dowodzi sprzeczności, a więc i nieprawdziwości twierdzenia, że „{\displaystyle \mathrm {e} } jest wymierne”.